# Gemeindeamt Altenberg bei Linz

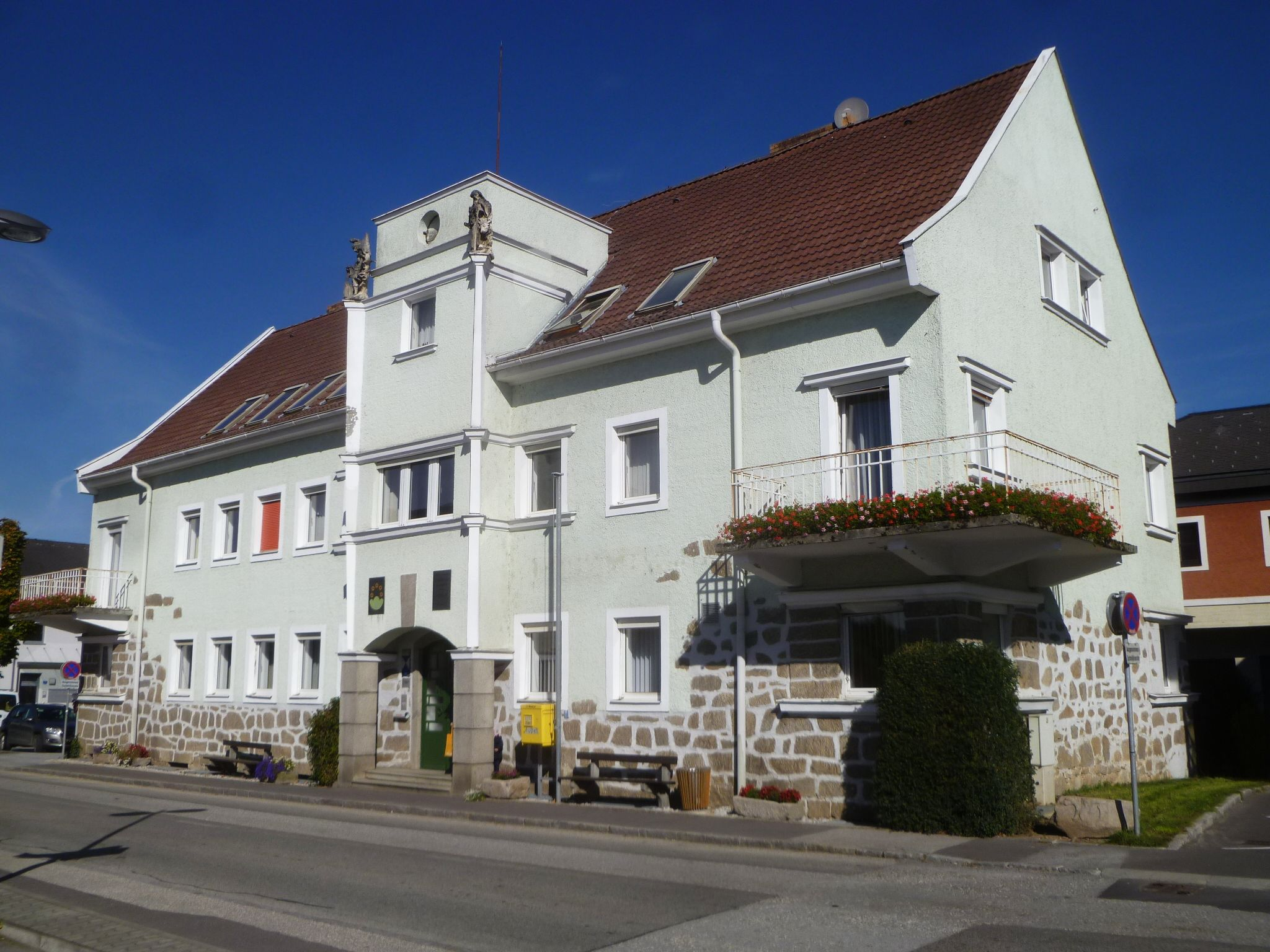
Gemeindeamt in Altenberg bei Linz

Das Gemeindeamt steht in der Reichenauer Straße Nr. 4 in der Marktgemeinde Altenberg bei Linz im Bezirk Urfahr-Umgebung in Oberösterreich. Das Gemeindeamt steht unter Denkmalschutz (Listeneintrag).

## Geschichte
Das Gemeindeamt wurde von 1927 bis 1930 nach den Plänen des Architekten Mauriz Balzarek erbaut.

## Architektur
Das zweigeschoßige Gebäude mit ausgebautem Dachboden zeigt sich im Heimatstil mit expressionistischen Elementen. Das traufständische Gebäude hat einen dominanten mittigen turmartigen flach abschließenden Mittelrisalit und links wie rechts einem Eckbalkon. Die Fassade zeigt expressiv betonte Querbänder am Turm sowie eine Hervorhebung der Turmecken, welche oben mit Figuren der Heiligen Markus und Florian bekrönt sind. Heimatstilelemente zeigen das Erdgeschoßmauerwerk im Steinbloßstil sowie ein angeschiftetes – im Traufbereich leicht angehobenes – Satteldach.